# 薛悌
薛悌（173年？—？），字孝威，兗州東郡（今山東聊城市）人氏，漢末三國時曹魏官員，歷任兗州從事、泰山郡太守、尚書令、中護軍督軍，最後官至尚書，受爵關內侯。

## 生平
薛悌於陳壽《三國志》中並無獨立列傳，其生平只散見於各篇之間與及裴松之注引的材料。
興平元年（194年）至2年（195年）期間，薛悌曾任兗州從事，並助程昱、荀彧等人堅守鄄城縣、范縣及東阿縣。曹操平定冀州的時候，曾任命薛悌及東平人王國為左右長史，二人後來擔任中領軍，都以忠貞幹練顯名，成為當世良吏的表率。
後來泰山太守應劭因曹嵩之死而害怕被曹操追究，於是逃亡至袁紹處。時年22歲的薛悌便由兗州從事升任為泰山太守。當時他認識了東郡功曹陳矯，對其才幹十分欣賞，二人互相結為親友。薛悌更向陳矯說笑：“你以一名郡吏的身份結交我這位二千石（太守薪俸為中二千石，此處以「二千石」借代「太守」職銜），正如鄰國的君主紆尊降貴與下臣同遊，也是可以的啊！”擔任泰山太守時，薛悌以高堂隆為督郵。某次郡督軍與薛悌爭論，期間呼喝薛悌的名字，並對薛悌大加叱責。當時高堂隆便按劍喝罵督軍，指他「以臣名君」是大逆不道的行為，在情在理都要接受制裁。督軍大驚失色，薛悌也立刻阻止了他。
215年，曹操攻打漢中張魯，任命薛悌為護軍，協助張遼、李典、樂進等守衛合肥。8月，孫權引軍攻打合肥，眾人打開曹操留下的密函，指示張遼、李典出軍迎敵，樂進守城，薛悌則不得接戰。此役在張遼、李典的領導下，成功擊破了孫權的前線部隊，為合肥守軍爭取士氣，堅守陣地至援軍到臨。
薛悌曾擔任魏郡太守及尚書令。後來跟隨司馬懿參與對蜀戰事，擔任督軍，曾與軍師杜襲一起建議司馬懿提早運送穀糧至隴右，以抵禦即將因麥熟足食而入寇的諸葛亮。青龍年間，薛悌擔任尚書，曾與司馬懿、劉放等人上奏同意曹叡更改正朔的打算。

## 特徵
魚豢《魏略·苛吏傳》載薛悌與濟陰人王思、郤嘉都是寒微出身，三人後來官位相若。薛悌雖然運用儒術進行管治，但曹丕曾詔稱：「薛悌駁吏，王思、郤嘉純吏也，各賜關內侯，以報其勤。」指薛悌是一名奉用多於一種學說流派（即類似雜家）的吏員。

## 三國演義
著名古典章回小說《三國演義》中，薛悌登場於第67回《曹操平定漢中地 張遼威震逍遙津》中，大致上與史實相同。

## 備註
1. ↑  應劭於興平年間（194-195年）逃離徐州（《後漢書·應劭傳》），二十二歲的薛悌接替其泰山太守之職，逆推其生年，既是173至174年間。
2. ↑  《三國志·荀彧傳》：「貢見彧無懼意，謂鄄城未易攻，遂引兵去。又與程昱計，使說范、東阿，卒全三城，以待太祖。」
3. ↑  《三國志·程昱傳》：「又兗州從事薛悌與昱協謀，卒完三城，以待太祖。太祖還，執昱手曰：“微子之力，吾無所歸矣。”乃表昱為東平相，屯范。」
4. ↑  裴注《三國志·陳矯傳》引《世語》：「初，太祖定冀州，以悌及東平王國為左右長史，後至中領軍，並悉忠貞練事，為世吏表。」
5. ↑  裴注《三國志·陳矯傳》引《世語》：「悌字孝威。年二十二，以兗州從事為泰山太守。」
6. ↑  《三國志·陳矯傳》：「初，矯為郡功曹，使過泰山。泰山太守東郡薛悌異之，結為親友。戲謂矯曰：“以郡吏而交二千石，鄰國君屈從陪臣游，不亦可乎！”悌後為魏郡及尚書令，皆承代矯云。」
7. ↑  《三國志·高堂隆傳》：「泰山太守薛悌命為督郵。郡督軍與悌爭論，名悌而呵之。隆按劍叱督軍曰：“昔魯定見侮，仲尼歷階；趙彈秦箏，相如進缶。臨臣名君，義之所討也。”督軍失色，悌驚起止之。後去吏，避地濟南。」
8. ↑  《三國志·張遼傳》：「太祖征張魯，教與護軍薛悌，署函邊曰『賊至乃發』。俄而權率十萬眾圍合肥，乃共發教，教曰：“若孫權至者，張、李將軍出戰；樂將軍守護軍，勿得與戰。”諸將皆疑。」
9. ↑  《晉書·高祖宣帝紀》：「時軍師杜襲、督軍薛悌皆言明年麥熟，亮必為寇，隴右無穀，宜及冬豫運。」
10. ↑  《宋書·禮志第四》：「太尉司馬懿、尚書僕射衛臻、尚書薛悌、中書監劉放、中書侍郎刁幹、博士秦靜、趙怡、中候中詔季岐以為宜改；侍中繆襲、散騎常侍王肅、尚書郎魏衡、太子舍人黃史嗣以為不宜改。」

## 延伸阅读
[在维基数据编辑]
 《三國志·卷22》，出自陳壽《三國志》